# 米满达弘
米满达弘（1986年8月5日—），出身于山梨县富士吉田市，日本摔跤手。曾就读于山梨县立韮崎工业高等学校、拓殖大学。曾获2010年亚洲运动会自由式摔跤66公斤级金牌、2012年伦敦奥运会自由式摔跤66公斤级金牌。
他是陸上自衛隊3等陸尉（少尉）。